# 人臍靜脈內皮細胞
人臍靜脈內皮細胞（Human umbilical vein endothelial cell、HUVEC）是源自臍帶靜脈內皮的細胞系，最早在1970年代進行分離，並且在體外培養 。它們可以用作研究內皮細胞功能和病理學（例如血管新生）的實驗模型 。使用它們的原因包括成本低，並且簡單的技術就可將它們與通常在分娩後切除的臍帶分離。 HUVEC細胞很容易就可以在實驗室內增殖。它們像人臍動脈內皮細胞（HUAEC）一樣，當襯砌血管壁時就會表現出鵝卵石狀表型。
目前已知Anip973培養上清液對HUVEC細胞具有促分裂增殖作用，機制可以是培養上清液內含的細胞因子激活了週期蛋白D激酶、導致週期蛋白D和週期蛋白依賴性激酶的高度表達，從而誘導更多細胞進入S期，同時增加去氧核糖核酸的合成。

## 外部連結
- 醫學主題詞表（MeSH）：Human umbilical vein endothelial cells
- Understanding the Vasculature with the Help of HUVECs （页面存档备份，存于）
- Primary Umbilical Vein Endothelial Cells (Normal, Human) （页面存档备份，存于） at ATCC